# Bálkovskaya
Bálkovskaya (del ruso: Балковская) es una stanitsa del raión de Výselki del krai de Krasnodar, en Rusia. Está situada en las llanuras de Kubán-Priazov, a orillas del Rybnaya, uno de los constituyentes del río Beisuzhok Derecho (tributario del Beisug), 25 km al norte de Výselki y 100 km al nordeste de Krasnodar, la capital del krai. Tenía 1 435 habitantes en 2010
Pertenece al municipio Irklíyevskoye.

## Historia
La localidad fue fundada en 1887. Anteriormente era parte de Irklíyevskaya.

## Transporte
La carretera federal M4 Don Moscú-Novorosisk pasa por al oeste de la localidad. La estación de ferrocarril más cercana es la de Beisug.